# Robert Johansson
Pour les articles homonymes, voir Johansson.
Robert Johansson est un sauteur à ski norvégien, né le 23 mars 1990 à Lillehammer. Lors de ses premiers jeux olympiques en 2018, il remporte la médaille de bronze sur les concours individuels en petit et grand tremplin, ainsi que la médaille d'or à la compétition par équipes. Il devient vice-champion du monde sur grand tremplin en 2021.

## Biographie
Licencié au club de Lillehammer Søre Ål IL, Robert Johansson commence sa carrière en 2006. Il participe à la Coupe continentale à partir de 2008 et obtient son premier podium en 2012 et première victoire en 2013. En novembre 2013, il fait ses débuts en Coupe du monde à Kuusamo, se classant 13e, ce qui reste longtemps sa meilleure performance à ce niveau.
Le 4 janvier 2017, il monte pour la première fois sur un podium en Coupe du monde en prenant la seconde place du concours d'Innsbruck lors de la tournée des quatre tremplins derrière son compatriote Daniel-André Tande. Ce concours fut raccourci sur une manche en raison de l'annulation de la seconde manche en raison des rafales de vent.
Le 18 mars 2017, lors de l'épreuve de Coupe du monde de Vikersund, il établit un nouveau record du monde avec un saut de 252 mètres, marque qui sera améliorée le même jour par Stefan Kraft.
Il est champion du monde de vol à ski par équipes en 2018.
Aux Jeux olympiques d'hiver de 2018, à Pyeongchang, où il attire l'attention des médias avec sa moustache, il gagne la médaille de bronze sur le petit tremplin, puis sur le grand tremplin ainsi que le premier titre norvégien par équipes de l'histoire avec Daniel-André Tande, Andreas Stjernen et Johann André Forfang.
Au mois de mars, il devient vainqueur en Coupe du monde en s'imposant au tremplin de vol à ski de Vikersund et atteint la cinquième place au classement général.
Aux Championnats du monde 2019, il ne fait mieux que huitième en individuel, mais prend la médaille de bronze au concours par équipes mixte. Durant la saison 2018-2019, il totalise cinq podiums, dont deux à Oslo, où il s'impose pour sa deuxième victoire en Coupe du monde.

## Palmarès

### Jeux olympiques d'hiver
| Épreuve / Édition   | Individuel     | Individuel     | Par équipes | Par équipes mixte                |
| Épreuve / Édition   | Petit tremplin | Grand tremplin | Par équipes | Par équipes mixte                |
| JO 2018 Pyeongchang | Bronze         | Bronze         | Or          | Épreuve inexistante à cette date |
| JO 2022 Pékin       | 20e            | 32e            | 4e          | 8e                               |

Légende :
- : première place, médaille d'or
- : deuxième place, médaille d'argent
- : troisième place, médaille de bronze
- — : Robert Johansson n'a pas participé à cette épreuve

### Championnats du monde
| Épreuve / Édition        | Individuel     | Individuel     | Par équipes    | Par équipes |
| Épreuve / Édition        | Petit tremplin | Grand tremplin | Grand tremplin | Mixte       |
| Mondiaux 2017 Lahti      | 16e            | —              | —              | —           |
| Mondiaux 2019 Seefeld    | 16e            | 8e             | 5e             | Bronze      |
| Mondiaux 2021 Oberstdorf | 6e             | Argent         | 6e             | Argent      |

Légende :
- : première place, médaille d'or
- : deuxième place, médaille d'argent
- : troisième place, médaille de bronze
- — : Robert Johansson n'a pas participé à cette épreuve

### Championnats du monde de vol à ski
| Épreuve / Édition | Oberstdorf 2018 | Planica 2020 | Vikersund 2022 |
| Individuel        | 9e              | 5e           | 30e            |
| Par équipes       | Or              | Or           | -              |

### Coupe du monde
- Meilleur classement général : 5e en 2018 et 2021.
- 16 podiums individuels : 3 victoires, 4 deuxièmes places et 9 troisièmes places.
- 17 podiums par équipes : 11 victoires, 2 deuxièmes places et 4 troisièmes places.
- 1 podium par équipes mixte : 1 troisième place.

#### Classements en Coupe du monde
| Année     | Classement général final |
| 2013-2014 | 61e                      |
| 2014-2015 | 75e                      |
| 2015-2016 | 58e                      |
| 2016-2017 | 14e                      |
| 2017-2018 | 5e                       |
| 2018-2019 | 6e                       |
| 2019-2020 | 17e                      |
| 2020-2021 | 5e                       |
| 2021-2022 | 12e                      |
| 2022-2023 | 21e                      |

#### Victoires
| Année     | Lieu                |
| 2017-2018 | Vikersund (Norvège) |
| 2018-2019 | Oslo (Norvège)      |
| 2020-2021 | Lahti (Finlande)    |

### Jeux européens
- Médaille d'argent en tremplin normal par équipe mixte aux Jeux européens de 2023